# ديرت رالي 2.0
ديرت رالي 2.0 (بالإنجليزية: Dirt Rally 2.0)‏، هي لعبة فيديو بريطانية، وهي من نوع سباق السيارات والرالي، صدرت في السوق بتاريخ 26 فبراير 2019، حيث تعمل لمنصات بلاي ستيشن 4، إكس بوكس ون ومايكروسوفت ويندوز.